# Discography (Peggio Punx)
Discography è una raccolta su doppio CD del gruppo Hardcore punk italiano Peggio Punx, pubblicata nel 2005 dalla SOA Records.

## Il disco
Il primo CD raccoglie tutto il materiale studio fra demo e vinili pubblicati in formato 12 pollici, il secondo CD contiene materiale live.
L'unico album non presente è Alterazione della struttura, che il gruppo pubblicò col nome "Peggio".

## Tracce CD 1
1. Pubblicità - 0:55
2. Scemo - 1:31
3. Non siamo come voi - 0:50
4. Rumori - 1:49
5. Disastro sonoro - 2:09
6. Guerra - 1:01
7. Noia - 1:07
8. Linea diritta - 1:15
9. Solitudine - 1:37
10. La mia vita - 0:36
11. Credi di... - 0:52
12. Moda - 1:51
13. Guarda - 1:30
14. Surreale - 2:10
15. Sogni ed illusioni - 1:33
16. Vivi come vuoi - 1:43
17. La tua lotta - 1:54
18. Ci stanno uccidendo... - 3:01
19. No! Mai! - 1:31
20. Niente risposte - 2:21
21. Le informazioni - 2:27
22. La tua lotta - 1:58
23. Schiavitù - 2:57
24. Piede selvaggio - 2:46
25. Attimi (credi di...) - 0:50
26. Cosa cambierà - 2:50
27. Verrà - 1:50
28. Siamo noi - 1:34
29. Uomo - 1:36
30. Scemo - 1:38
31. Spaccia - 1:20
32. Urlo - 1:40
33. Peggio Punx - 2:02
34. Guerra / Pubblicità / Solitudine / Credi di sapere - 4:20
35. X Linea - Diritta X - 1:13
36. Non siamo come voi - 0:51
37. Scemo - 1:23
38. La mia vita / Noia / Morte / Rumori / Urlo - 6:40
39. Pay... - 0:38
40. Prova - 6:08

## Tracce CD 2
1. Basta - 1:16
2. Spaccia - 1:18
3. Scemo - 1:43
4. Urlo - 1:32
5. Siamo noi - 1:17
6. Youth (Blitz) - 1:36
7. Intro / Guerra - 1:36
8. Pubblicità / Solitudina - 2:31
9. La mia vita - 0:34
10. Morte - 1:51
11. Corpi stanchi - 1:18
12. Noia - 1:09
13. Credi di sapere - 0:59
14. Non siamo come voi / Rumori - 2:45
15. Linea diritta - 1:12
16. Scemo - 1:23
17. Strumentale / Morte / Solitudine / Credi di... - 3:50
18. Pubblicità - 0:56
19. Sogni ed illusioni / Guarda / Noia - 3:57
20. Cosa vedi ora? - 2:07
21. Vivi come vuoi - 1:31
22. Linea diritta - 1:22
23. Guarda - 1:17
24. No! Mai! Non siamo come voi - 2:48
25. Ci stanno uccidendo al suono della nostra musica / Rumori - 4:09
26. Intro / Moda / Le informazioni - 4:58
27. Scemo - 1:14
28. Verrà la libertà - 1:49
29. Schiavitù - 2:38
30. La tua lotta - 2:12
31. Niente risposte - 2:36
32. Moda / Le informazioni - 5:32
33. Linea diritta - 2:42
34. Piede selvaggio - 2:37
35. No! Mai! / Verrà la libertà - 3:21
36. Guarda - 2:14